# بوكيمون ألترا سان وألترا مون
بوكيمون اولترا سن و بوكيمون اولترا مون (باليابانية:ポケットモンスター ウルトラサン・ウルトラムーン) (بالإنجليزية: Pokémon Ultra Sun and Pokémon Ultra Moon)‏, هي لعبة فيديو التي انتجها جيم فريك ونشرها نينتندو, صدرت اللعبة بتاريخ 17 نوفمبر 2017, وهي فقط على منصة نينتندو 3دي إس.

## المواقع الخارجية
- الموقع الرسمي